# حجل أسود
الحجل الأسود (الاسم العلمي: Melanoperdix niger)، ويعرف أيضًا باسم حجل الخشب الأسود، هو نوع من طيور التدرجية. صغير القد (يصل طوله إلى 27 سم) مع قرن سميك وأرجل رمادية مائلة إلى القزحية البنية الداكنة. هو العضو الوحيد في جنس الحجل القاتم أو الأسود (Melanoperdix). موائله في الغابات المطيرة والأراضي المنخفضة من شبه جزيرة ماليزيا، بورنيو وسومطرة في جنوب شرق آسيا. وكان يوجد في السابق في سنغافورة ولكنه انقرض من على أراضيها.